# Mohammad-Javad Bahonar
Moḥammad-Javād Bāhonar (in persiano محمدجواد باهنر‎; Kerman, 5 settembre 1933 – Tehran, 30 agosto 1981) è stato un teologo e politico iraniano di fede sciita duodecimana.
Moḥammad-Javād Bāhonar, nato il 5 settembre del 1933, ha ricoperto la carica di Primo ministro dell'Iran per meno di un mese, nell'agosto del 1981.
Bāhonar, con altri membri del governo di Moḥammad ʿAlī Rajāʾī, fu assassinato dai Mojahedin-e Khalq.

## Gioventù
Moḥammad-Javād Bāhonar era figlio di un modesto commerciante, proprietario di un piccolo negozio a Kerman. Mohammad-Javad era il suo secondo figlio e aveva otto tra fratelli e sorelle. 

La sua vita fu caratterizzata da un'accentuata povertà. Quando era bambini, poté studiare il Corano solo in un modesto Maktab animato da pie donne. Lì imparò a leggere e a scrivere. Guidato dall'Ayatollah Ḥaqīqī, poté entrare nel seminario della scuola Maʿṣūmiyye di Kerman (in persiano مدرسه معصومیه کرمان‎, Madrase Maʿṣūmiyye Kermān), dove ottenne il diploma concesso a chi superava il quinto livello di quel tipo di scuola.

## Istruzione
Bāhonar dopo le scuole elementari, approdò nel 1953 al Seminario di Qom, frequentando la classe dell'Ayatollah Ruhollah Khomeyni, leader della futura Rivoluzione iraniana. Conseguì poi un PhD in Teologia nell'Università di Tehran. Fece anche parte del personale docente dell'Università di Tehran, dove tenne lezioni di religione e teologia islamica.

## Attività rivoluzionarie

### Prima della Rivoluzione iraniana
Bāhonar fu acceso oppositore della dinastia Pahlavi e svolse attività contro Mohammad Reza Pahlavi che lo portarono in carcere nel 1963, 1964 e nel 1975. Nel 1963, fu incarcerato per essersi opposto alla Rivoluzione bianca dello Scià. Durante l'esilio di Khomeyni  in Iraq e Francia, proseguì nelle sue attività rivoluzionarie e fu un membro influente tra i seguaci del Grande Ayatollah. Bāhonar, assieme a Morteza Motahhari, fu un lettore attivo della Hoseyniye Ershad, un centro religioso di Tehran.

### Dopo la Rivoluzione iraniana
Dopo la Rivoluzione, Bāhonar divenne membro fondatore del Partito Repubblicano Islamico e un membro costitutivo del Consiglio della Rivoluzione Islamica (in persiano شورای انقلاب اسلامی‎, Shūrā-ye enqelāb-e eslāmī). Fu anche nominato ministro dell'Istruzione nel marzo del 1981. Fu pure membro del Assemblea degli Esperti.  Bāhonar, unitamente a Moḥammad ʿAlī Rajāʾī, operò una "purga" - che fu poi chiamata "Rivoluzione Culturale dell'Iran" - all'interno delle università iraniane per eliminarne le influenze culturali "occidentali". Dopo l'assassinio di Mohammad Beheshti il 28 giugno 1981, fu nominato Segretario generale del partito, in cui egli ricopriva la carica di membro del Comitato Centrale. Bāhonar servì come ministro della cultura e dell'orientamento islamico quando Primo ministro era Moḥammad ʿAlī Rajāʾī (marzo 1981 - agosto 1981. Quando Rajāʾī divenne Presidente il 5 agosto 1981, egli scelse Bāhonar suo Primo ministro.

## Assassinio

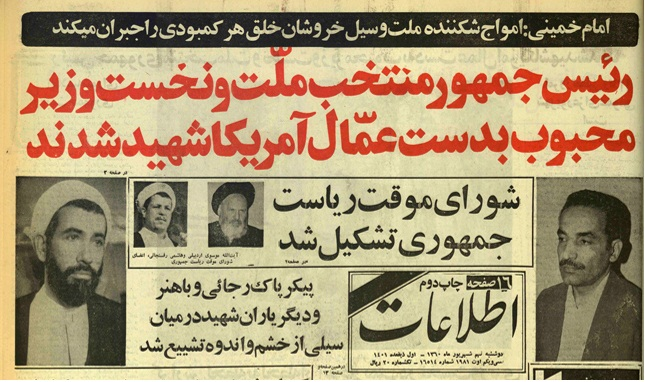
Prima pagina del quotidiano iraniano Eṭṭelāʿāt in cui si dà notizia del mortale attentato. Le responsabilità del "martirio" furono attribuite ad "agenti dell'America".

Bāhonar fu assassinato con Rajāʾī e altri componenti del Partito Islamico Repubblicano quando una bomba esplose nell'ufficio del partito a Tehran il 30 agosto 1981. In Iran, l'esplosione fu chiamata Attentato dell'Hafte Tir. Quando una delle vittime aprì una valigetta, si ebbe l'esplosione. La valigetta era stata portata all'incontro da Massoud Keshmiri, un ufficiale della Sicurezza del Partito Islamico Repubblicano. Una settimana più tardi, fu annunciato che Keshmiri era il responsabile della progettazione dell'esplosione. Keshmiri fu identificato come un agente operativo dei Mojahedin del Popolo Iraniano, sostenuto da Saddam Hussein. Aveva già cercato di assassinare Rajāʾī e Bāhonar il 22 agosto, quando Rajāʾī aveva presentato il suo governo a Ruhollah Khomeyni. Il figlio di quest'ultimo, Aḥmad Khomeyni, chiarì che Keshmiri si trovava con Rajāʾī quando si erano recati dall'Ayatollah Khomeyni. Aveva con sé una valigetta, ma non gli fu permesso di portarla dentro la stanza del ricevimento.